# Euclides da Cunha (scrittore)
Euclides da Cunha (Cantagalo, 20 gennaio 1866 – Piedade, 15 agosto 1909) è stato uno scrittore brasiliano.
Da Cunha è conosciuto soprattutto per la sua opera Brasile ignoto (Os sertões, del 1902), considerata una delle più profonde ed attente analisi della guerra civile brasiliana degli anni 1896 e 1897 (guerra di Canudos). Questo racconto descrive minuziosamente la spedizione contro la città di Canudos, roccaforte del ribelle Antônio Conselheiro, situata nelle terre desertiche (appunto sertões) dello Stato di Bahia.

## Biografia

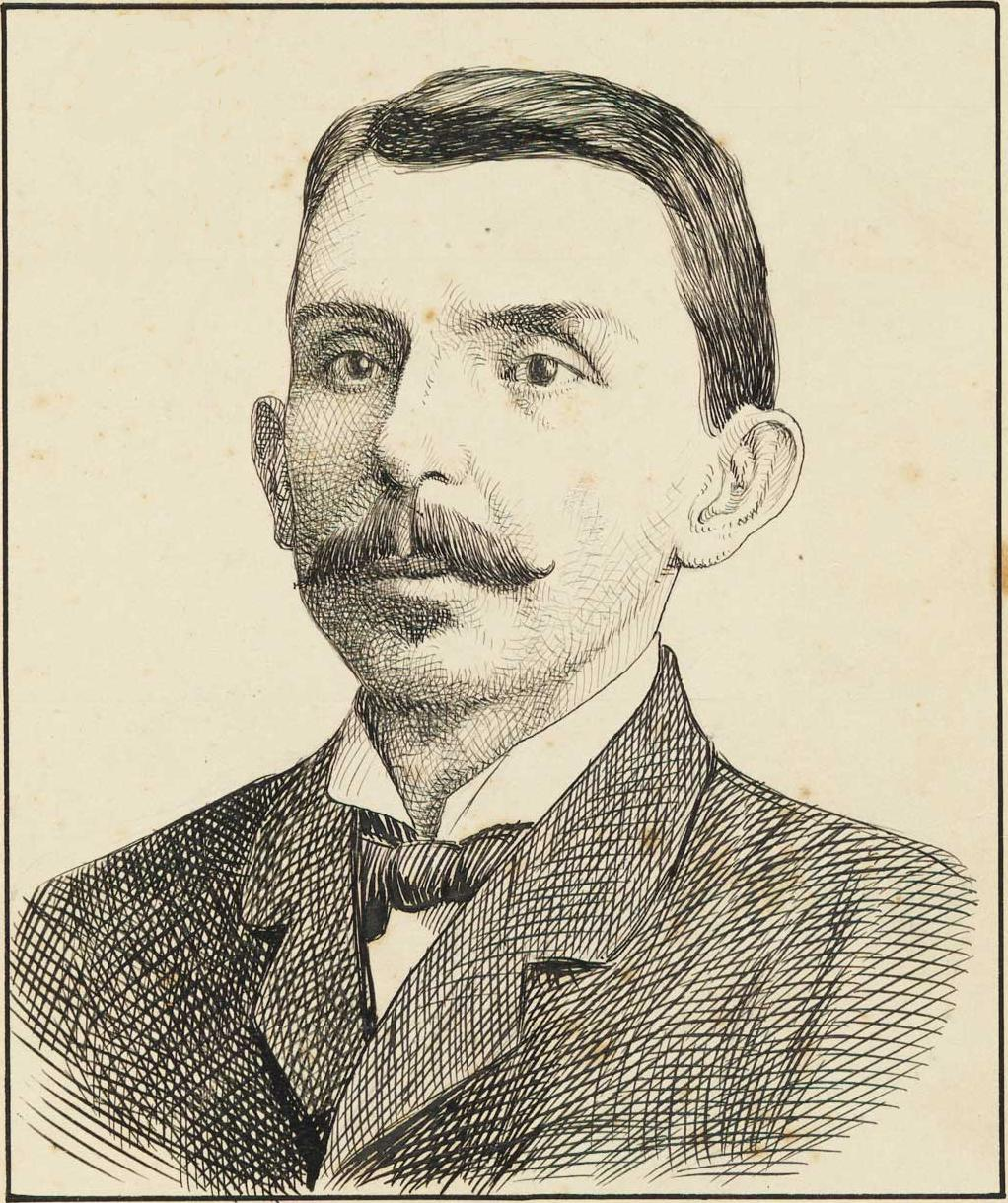
Euclides da Cunha.

Euclides Rodrigues Pimenta da Cunha nasce nel 20 gennaio 1866 a Cantagalo (Rio de Janeiro).  Perde la madre ai tre anni di età e viene educato dalle zie.  Egli frequenta importanti scuole di Rio de Janeiro e poi completa gli studi alla scuola militare (Escola Militar da Praia Vermelha) dove riceve una formazione positivista ed è influenzato dal professore repubblicano Benjamin Constant.  Per questo motivo, non rimane molto tempo nella scuola: viene espulso e arrestato dopo una manifestazione di protesta contro la monarchia.  In seguito a questo episodio, Euclides va a San Paolo, dove comincia a scrivere per un giornale ma, una volta proclamata la Repubblica, torna alla carriera militare.  Si laurea in matematica e scienze fisiche e naturali e poi viene promosso a tenente.
Nel 1895 Euclides da Cunha abbandona la carriera militare, passa a lavorare come ingegnere civile e comincia a dividere il suo tempo tra la nuova carriera e collaborazioni con il giornale "O Estado de São Paulo".
Quando comincia la guerra di Canudos, Euclides scrive due articoli, grazie ai quali viene inviato dal giornale “O Estado de São Paulo” a vedere e raccontare gli avvenimenti della fase finale del massacro. Infatti, egli lascia Canudos quattro giorni prima del vero finale della guerra, ma con il materiale raccolto lavora per cinque anni alla stesura di Brasile Ignoto (Os Sertões).  Quest'opera gli valse grande riconoscimento nonché un posto nell'Accademia brasiliana delle lettere (Academia Brasileira de Letras) e nell'Istituto storico e geografico brasiliano (Instituto Histórico e Geográfico Brasileiro).
Il libro è diviso in tre parti: La Terra, L'Uomo e La Lotta. Attraverso queste categorizzazioni, l'autore analizza le caratteristiche geologiche, botaniche, zoologiche e idrografiche della regione, i costumi e la religiosità della popolazione, e principalmente i fatti accaduti durante le quattro spedizioni militari inviate dal governo brasiliano a reprimere il villaggio ribelle guidato da Antônio Conselheiro.
Nel 1904 Euclides viene nominato dal ministro degli affari esteri, José Paranhos, barone di Rio Branco, capo della "Comissão de Reconhecimento do Alto Purus" (Commissione di Riconoscimento dell'Alto Purus), una spedizione che aveva come scopo aiutare a stabilire i confini fra Brasile e Perù. Dopo essere tornato a Rio de Janeiro, egli scrive sull'esperienza del viaggio ed elabora alcune mappe della regione.
Nel 1909 Euclides da Cunha è nominato professore del Collegio Pedro II grazie all'intervento degli amici, ma svolge ben poche lezioni perché pochi mesi dopo muore in seguito ad uno scambio di colpi di arma da fuoco dopo esser penetrato in casa dell'amante della moglie.

## Opere
- Em viagem: folhetim. O Democrata, 1884.
- A flor do cárcere. Revista da Família Acadêmica, 1887.
- A Pátria e a Dinastia. A Província de São Paulo, 1888.
- Estâncias. Revista da Família Acadêmica, 1888.
- Fazendo versos, 1888.
- Atos e palavras. A Província de São Paulo, 1889.
- Da corte. A Província de São Paulo, 1889.
- Divagando. Democracia, 1890.
- O ex-imperador. 1890.
- Da penumbra. 1892.
- A dinamite. Gazeta de Notícias, 1894.
- Anchieta. O Estado de São Paulo, 1897.
- Canudos: diário de uma expedição. O Estado de São Paulo, 1897.
- O Argentaurum. O Estado de S. Paulo, 1897.
- O batalhão de São Paulo. 1897.
- O "Brasil mental". O Estado de S. Paulo, 1898.
- Fronteira sul do Amazonas. O Estado de S. Paulo, 1898.
- A guerra no sertão, 1899.
- As secas do Norte. 1900.
- O Brasil no século XIX. 1901.
- Brasile Ignoto: 1902.
- Ao longo de uma estrada. 1902.
- Olhemos para os sertões. O Estado de São Paulo, 1902.
- A arcádia da Alemanha. 1904.
- Civilização, 1904.
- Conflito inevitável, 1904.
- Um velho problema. 1904.
- Os nossos "autógrafos". Renascença, 1906.
- Contrastes e confrontos. 1907
- Peru 'versus' Bolívia. 1907.
- Castro Alves e seu tempo. 1907.
- Entre os seringais. 1906.
- O valor de um símbolo. 1907.
- Numa volta do passado, 1908.
- A última visita. Jornal do Commercio, Rio de Janeiro, 1908.
- Amazônia. Revista Americana, 1909.